# Steve Jacobs
Steve Jacobs, né le 8 janvier 1967 à New Haven, dans le Connecticut aux États-Unis, est un acteur et un metteur en scène de cinéma australien.
Il a tenu de nombreux premiers rôles dans productions australiennes à la télévision et au cinéma.
Il a tourné plusieurs films produits par sa femme, l'actrice Anna Maria Monticelli : La Spagnola (2001) et Disgrâce (2009), adaptation fidèle du roman homonyme du romancier sud-africain J. M. Coetzee, avec John Malkovich dans le rôle principal.